# Miss Intercontinental
Miss Intercontinental ist ein internationaler Schönheitswettbewerb für unverheiratete Frauen, der nach Miss World, Miss Universe und Miss International bis 2000 als viertgrößter der Welt galt. Die seit 2001 ausgetragene Konkurrenz um Miss Earth hat jedoch höhere Teilnehmerzahlen und verdrängte ihn auf Platz 5.
Die Organisation wurde 1971 gegründet und erste Siegerin war Magnolia Martinez aus Peru.
Miss Intercontinental wurde für weibliche Jugendliche begründet und zunächst als Miss Teenage Intercontinental bezeichnet. 1979 wurde der Name zu Miss Teen Intercontinental verkürzt.
Erst seit 1982 ist er kein Teenager-Wettbewerb mehr und trägt seitdem seinen jetzigen Namen.
Die Veranstalter wechselten mehrfach: 1971 bis 1983 war es ein Unternehmen auf Aruba, 1986 bis 1991 ein Unternehmen in Nigeria, dann wurde durch das Festival of Beauty mit Sitz in Los Angeles der Event mit einem deutschen Veranstalter durchgeführt. 1996 wurde dann die WBO gegründet mit dem aus Panama stammenden Guillermo Bobbio der 2002 starb. 2003 wurde das Unternehmen von Luis Pitti Sagrera übernommen, der ebenfalls in Panama seinen Sitz hat. Seit 2016 übernahm dann Manoj Chatlani in Panama die Firma und firmiert seitdem unter Miss Intercontinental Organization (MIO). 2018 findet der Wettbewerb erstmals in Manila, Philippinen statt. 2020 sollte die 49. Miss Intercontinental Wahl in Delhi, Indien stattfinden. Wegen Corona wurde das Finale jedoch auf 2021 verschoben. Die amtierende Siegerin ist Fanni Miko aus Ungarn.

## Siegerinnen
| Aruba-Version               | Aruba-Version                     | Aruba-Version                    | Aruba-Version                       |
| --------------------------- | --------------------------------- | -------------------------------- | ----------------------------------- |
| Jahr                        | Miss Intercontinental             | Land                             | Austragungsort                      |
| 1971                        | Magnolia Martínez                 | Peru                             | Oranjestad, Aruba                   |
| 1972                        | Jane Vieira Macambira             | Brasilien                        | Oranjestad, Aruba                   |
| 1973                        | Barbara Jean Sergi                | Vereinigte Staaten               | Oranjestad, Aruba                   |
| 1974                        | Maria Emilia de los Ríos          | Venezuela                        | Oranjestad, Aruba                   |
| 1975                        | Shohreh Nikpour                   | Iran                             | Oranjestad, Aruba                   |
| 1976                        | Ivania Navarro Yenic              | Nicaragua                        | Oranjestad, Aruba                   |
| 1977                        | Elizabeth Ann Jones               | Vereinigtes Königreich (England) | Oranjestad, Aruba                   |
| 1978                        | Elizabeth Anita Reddi             | Indien                           | Oranjestad, Aruba                   |
| 1979                        | Mary Ann Shaughnessy              | Vereinigte Staaten               | Oranjestad, Aruba                   |
| 1980                        | Elizabeth Gasiewicz               | Argentinien                      | Punto Fijo, Venezuela               |
| 1981                        | Cristiane Lisita Passos           | Brasilien                        | Barranquilla, Kolumbien             |
| 1982                        | Jodee Joy Dominici                | Vereinigte Staaten               | Cartagena, Kolumbien                |
| 1983                        | Brigitte Bergman                  | Niederlande                      | Oranjestad, Aruba                   |
| 1985                        | Sumaya Heinsen                    | Dominikanische Republik          | Oranjestad, Aruba                   |
| Nigeria-Version             |                                   |                                  |                                     |
| Jahr                        | Miss Intercontinental             | Land                             | Austragungsort                      |
| 1986                        | Elizabeth Robinson                | Puerto Rico                      | Lagos, Nigeria                      |
| 1987                        | Patricia Kuypers                  | Peru                             | Lagos, Nigeria                      |
| 1988                        | Joan Maynard                      | Curaçao                          | Lagos, Nigeria                      |
| 1989                        | Bianca Onoh (trat zurück)         | Nigeria                          | Lagos, Nigeria                      |
| 1989                        | Brenda Marte Lajara (rückte nach) | Dominikanische Republik          | Lagos, Nigeria                      |
| 1990                        | Sandra Foster                     | Jamaika                          | Lagos, Nigeria                      |
| 1991                        | Carmen Linda Díaz                 | Puerto Rico                      | Lagos, Nigeria                      |
| Deutsche and Panama Version |                                   |                                  |                                     |
| Jahr                        | Miss Intercontinental             | Land                             | Austragungsort                      |
| 1991                        | Aljona Iwanowa                    | Russland                         | Bonn, Deutschland                   |
| 1992                        | Susanne Petry                     | Deutschland                      | Eschweiler, Deutschland             |
| 1993                        | Verona Feldbusch                  | Deutschland                      | Zimmern ob Rottweil, Deutschland    |
| 1994                        | Kimberly Anne Byers               | Vereinigte Staaten               | Düsseldorf, Deutschland             |
| 1995                        | Melissa Cortez                    | Amerikanische Jungferninseln     | Dresden, Deutschland                |
| 1996                        | Timeri Baudry                     | Tahiti                           | Trier, Deutschland                  |
| 1997                        | Lara Dutta                        | Indien                           | Freiburg im Breisgau, Deutschland   |
| 1998                        | Janaína Vizeu Berenhauser Borba   | Brasilien                        | Bad Lausick, Deutschland            |
| 1999                        | Mine Erbaykent                    | Türkei                           | Bochum, Deutschland                 |
| 2000                        | Sabrina Schepmann                 | Deutschland                      | Kaiserslautern, Deutschland         |
| 2001                        | Ligia Fernanda Petit Vargas       | Venezuela                        | Coburg, Deutschland                 |
| 2002                        | Rychacviana Coffie                | Curaçao                          | Fürth, Deutschland                  |
| 2003                        | Dominique Hourani                 | Libanon                          | Berlin, Deutschland                 |
| 2004                        | Deisy Catalina Valencia Deossa    | Kolumbien                        | Hohhot, Volksrepublik China         |
| 2005                        | Emmarys Diliana Pinto Peralta     | Venezuela                        | Huangshan, Volksrepublik China      |
| 2006                        | Katarína Manová                   | Slowakei                         | Nassau, Bahamas                     |
| 2007                        | Nancy Afyouni                     | Libanon                          | Mahé, Seychellen                    |
| 2008                        | Cristina Lucía Camargo de la Rans | Kolumbien                        | Zabrze, Polen                       |
| 2009                        | Hannelly Quintero Ledezma         | Venezuela                        | Minsk, Belarus                      |
| 2010                        | Maydelise Columna                 | Puerto Rico                      | Punta Cana, Dominikanische Republik |
| 2011                        | Jessica Hartman                   | Vereinigte Staaten               | Orihuela, Alicante, Spanien         |
| 2012                        | Daniela Xanadú Chalbaud Maldonado | Venezuela                        | Aachen, Deutschland                 |
| 2013                        | Jekaterina Plechowa               | Russland                         | Magdeburg, Deutschland              |
| 2014                        | Patraporn Wang                    | Thailand                         | Magdeburg, Deutschland              |
| 2015                        | Walentina Rassulowa               | Russland                         | Magdeburg, Deutschland              |
| 2016                        | Heilymar Rosario                  | Puerto Rico                      | Colombo, Sri Lanka                  |
| 2017                        | Verónica Salas                    | Mexiko                           | Hurghada, Ägypten                   |
| 2018                        | Karen Gallman                     | Philippinen                      | Manila, Philippinen                 |
| 2019                        | Fanny Miko                        | Ungarn                           | Scharm asch-Schaich, Ägypten        |
| 2021                        | Cindy Faye Obenita                | Philippinen                      | Scharm asch-Schaich, Ägypten        |

Quellen: 